# Navy SEALs
De Navy SEALs is een Amerikaanse speciale eenheid in het 'Naval Special Warfare'-programma (NSW) van de United States Navy. Iemand die deel uitmaakt van deze speciale eenheid wordt een 'SEAL' (meervoud: SEALs) genoemd. SEAL is een afkorting voor 'SEa, Air, Land' en refereert aan de multi-disciplinaire inzetbaarheid van deze speciale eenheid.

## Kenmerken
SEALs opereren in kleine groepen en worden ingezet waar grotere legereenheden tekortschieten. SEALs opereren wereldwijd, in het diepste geheim, sinds 1962. De opleiding en training tot Navy SEAL staat te boek als een van de zwaarste ter wereld. Berucht is de Hell Week, de vierde week in de zes maanden durende basistraining voor SEALs, ook wel bekend als BUD/S (Basic Underwater Demolition/SEAL). Na deze basistraining, die gericht is op het scheiden van het kaf van het koren, volgt een drie weken durende parachute-training, gevolgd door een vijftien weken durende gevorderde training, alvorens men zich een SEAL mag noemen. Met het opspelden van de Trident wordt het trainingsprogramma officieel afgesloten. Met pensionering uit het leger, gaat de titel SEAL niet verloren, 'eens een SEAL, altijd een SEAL', is het credo.

## Geschiedenis
De basis voor de huidige SEALs werd reeds in de Tweede Wereldoorlog in de special forces gelegd. Verschillende speciale eenheden die zich bezighielden met onconventionele oorlogsvoering vormden het voorbeeld voor de huidige SEALs. Van deze eenheden die tijdens de Tweede Wereldoorlog actief waren, zogenaamde Scouts en Raiders, bestaat er overigens geen enkele meer. Sinds de Vietnamoorlog opereren er speciale eenheden onder de naam SEALs, mede door president John F. Kennedy's wens om een programma op het gebied van onconventionele oorlogsvoering binnen het leger op te zetten. Kennedy's wens was een direct gevolg van de onconventionele aanpak die de Vietnamoorlog behoefde. Met deze wens werden de SEALs 'Team ONE' en 'Team TWO' geboren die in 1966 werden ingezet in Vietnam.

## Missies
SEALs zijn veelvuldig ingezet, maar het merendeel van hun missies is geheim; vaak wordt pas vele jaren later bekend dat ze ergens actief waren. Toen in mei 2011 SEALs werden ingezet bij een missie in Abbottabad waarbij Osama bin Laden om het leven werd gebracht, werd dit overigens vrijwel direct bekendgemaakt. Hieronder staat dan ook een niet-complete lijst van missies:
- Koreaanse oorlog (1950-1953)
- Vietnamoorlog (1962-1973)
- Libanon (1982-1984)
- Invasie van Grenada (1983)
- Kaping van Achille Lauro (1985)
- Invasie van Panama (1989-1990)
- Golfoorlog (1990-1991)
- Slag om Mogadishu (1993)
- Operation Uphold Democracy (in Haïti, 1994-1995)
- Oorlog in Afghanistan (2001 - 2011)
- Irakoorlog (2003-2011)
- Kaping van Maersk Alabama (2009)
- Dood van Osama bin Laden (2011)

## Toelatingseisen
Het Navy SEALs-trainingsprogramma staat niet voor iedereen open. In principe worden alleen mannen van 17 tot 29 jaar toegelaten; mannen van 29 en 30 jaar kunnen een verzoek tot toelating indienen. Elk verzoek wordt op individuele basis beoordeeld. Vrouwen zijn niet langer uitgesloten van deelname. Amerikaanse staatsburgers en bezitters van een permanente verblijfsvergunning (Green Card) kunnen deelnemen aan het programma. Het officierschap binnen de SEALs staat alleen open voor personen die Amerikaans staatsburger zijn (door geboorte of naturalisatie). Verder dient elke deelnemer aan het programma de Engelse taal vloeiend te beheersen, in woord en geschrift. Naast deze voorwaarden is er een fysieke screening die met goed gevolg dient te worden doorlopen; bijvoorbeeld 500 meter zwemmen in ruwe zee binnen twaalf minuten, en het onder de knie krijgen van 'drownproofing', waarbij de rekruut met vastgebonden ledematen moet kunnen blijven drijven.

## Organisatie
De Navy SEALs zijn georganiseerd in zogenaamde Naval Special Warfare Groups, die weer uit een aantal SEAL Teams bestaan:
- Naval Special Warfare Group 1: SEAL Teams 1, 3, 5, 7
- Naval Special Warfare Group 2: SEAL Teams 2, 4, 8, 10
- Naval Special Warfare Group 3: SEAL Delivery Vehicle Team 1, SEAL Delivery Vehicle Team 2
- Naval Special Warfare Group 4: Special Boat Teams 12, 20, 22
- Naval Special Warfare Groep 10: NSW Support Activity One, NSW Support Activity Two, Mission Support Center
- Naval Special Warfare Group 11: SEAL Teams 17, 18 (Voorheen Operational Support Team 1 en 2)
- Naval Special Warfare Development Group: DEVGRU, ook wel bekend als SEAL Team 6. Operationeel toegewezen aan JSOC (Joint Special Operations Command)

In totaal zijn er circa 8200 mensen in dienst van Navy SEALs, waarvan 2500 operationeel. De helft daarvan is gelegerd aan de oostkust in Little Creek Naval Amphibious Base en Dam Neck Annex in Virginia Beach; de andere helft is gelegerd aan de westkust in Naval Amphibious Base Coronado, Californië.
| Insigne     | Team                                    | Deployment                               | Aantal pelotons | Basis                                                                     | Opmerkingen |
| ----------- | --------------------------------------- | ---------------------------------------- | --------------- | ------------------------------------------------------------------------- | --- |
|             | SEAL Team 1                             | Wereldwijd                               | 8 pelotons      | Coronado, Californië                                                      | |
|             | SEAL Team 2                             | Wereldwijd                               | 8 pelotons      | Little Creek, Virginia                                                    | SEAL Team 2 is het enige SEAL-team dat volledig uitgerust is voor arctische oorlogvoering |
|             | SEAL Team 3                             | Midden-Oosten                            | 8 pelotons      | Coronado, Californië                                                      | |
|             | SEAL Team 4                             | Wereldwijd                               | 8 pelotons      | Little Creek, Virginia                                                    | |
|             | SEAL Team 5                             | Wereldwijd                               | 8 pelotons      | Coronado, Californië                                                      | |
|             | Naval Special Warfare Development Group | Wereldwijd                               | geheim          | Dam Neck Annex, Virginia                                                  | SEAL Team 6 werd in 1987 opgeheven ten bate van de nieuw opgerichte Naval Special Warfare Development Group (DEVGRU). Omdat DEVGRU ondersteund wordt door het Naval Special Warfare Command, staat het onder direct gezag van het Joint Special Operations Command |
| SEAL Team 7 | SEAL Team 7                             | Wereldwijd                               | 8 pelotons      | Coronado, Californië                                                      | |
|             | SEAL Team 8                             | Wereldwijd                               | 8 pelotons      | Little Creek, Virginia                                                    | |
|             | SEAL Team 10                            | Midden-Oosten                            | 8 pelotons      | Little Creek, Virginia                                                    | |
|             | SEAL Team 17                            | Wereldwijd, reserve                      | 2 pelotons      | Coronado, Californië                                                      | Voorheen Operational Support Team 1 |
|             | SEAL Team 18                            | Wereldwijd, reserve                      | 2 pelotons      | Coronado, Californië                                                      | Voorheen Operational Support Team 2 |
|             | SEAL Delivery Vehicle Team 1            | Indische en Stille Oceaan, Midden-Oosten | 4 pelotons      | Pearl Harbor, Hawaï afd. in: Little Creek, Virginia San Diego, Californië | |
|             | SEAL Delivery Vehicle Team 2            | Atlantische Oceaan, Europa en Amerika    | 4 pelotons      | Virginia Beach, Virginia                                                  | |